# Spectrum Center
Spectrum Center este o arenă situată în Charlotte, Carolina de Nord. Este deținut de orașul Charlotte și operat de principalul său chiriaș, Charlotte Hornets din NBA. Arena găzduiește 19.077 de spectatori pentru jocurile din NBA, dar poate fi extinsă la 20.200 pentru meciurile de baschet de colegiu.